# Гулинци (община Ранковце)
 Тази статия е за селото в Северна Македония.  За селото в Гърция, чието гръцко име е Родонас, вижте Гулинци (дем Суровичево).  
Гулинци или Гулинце, на македонска литературна норма: Гулинци) е село в Северна Македония, в община Ранковце.

## География
Селото е разположено в областта Славище, в южните склонове на планината Герман.

## История
В края на XIX век Гулинци е българско село в Кривопаланска каза на Османската империя. Според статистиката на Васил Кънчов („Македония. Етнография и статистика“) от 1900 година Гулинци е населявано от 300 жители българи християни.
Цялото християнско население на селото е под върховенството на Българската екзархия. По данни на секретаря на екзархията Димитър Мишев („La Macédoine et sa Population Chrétienne“) в 1905 година в Гулинци има 360 българи екзархисти. Според секретен доклад на българското консулство в Скопие всичките 45 къщи в селото през юни 1905 година под натиска на сръбската пропаганда в Македония признават Цариградската патриаршия.
Според преброяването от 2002 година селото има 19 жители, всички северномакедонци.